# Glycyphagus domesticus
Glycyphagus domesticus är en spindeldjursart som först beskrevs av De Geer 1778.  Glycyphagus domesticus ingår i släktet Glycyphagus och familjen Glycyphagidae. Inga underarter finns listade i Catalogue of Life.